# Inno all'Istria
Se per alcune fonti il 1869 potrebbe essere la data di composizione di questo Inno all'Istria, lo storico Antonio Pauletich la colloca invece presuntivamente tra il 1874 ed il 1882 periodo in cui a Parenzo – dove viveva Giorgieri – officiava mons. Giovanni Cleva, autore dei versi.

## Storia
Giulio Giorgieri, apprezzato maestro e autore della musica, nacque a Massa Carrara nel 1842 e visse fin da giovanissimo in Istria, in particolare a Parenzo, dove sposò la parentina Caterina Sincich. Fu apprezzato maestro anche a Pola, Pisino (dove fu responsabile della filarmonica), a Capodistria (come insegnante al Ginnasio, direttore della filarmonica e del corpo bandistico) e a Trieste. Oltre all'Inno all'Istria creò molti altri componimenti per banda o coro e marce divenuti celebri, come il "Canto popolare istriano", "Pro Patria", "Ecco Salvore", "Le nostre putele". Il maestro Giorgieri morì a Trieste nel 1900.
Mons. Giovan Battista Cleva, autore del testo, nacque a Prato Carnico nel 1829, dopo aver studiato nel seminario di Udine, fu preposto in varie località della diocesi di Pola. Oltre che canonico e scrittore occasionale, fu studioso di archeologia. Vari suoi studi sono raccolti dalla Società Istriana di Archeologia e Storia Patria. Mons. Cleva morì a Pola nel 1901.
La composizione (edita da G. Ricordi) – che divenne dopo la seconda guerra mondiale e l'esodo istriano l'inno degli esuli dall'Istria – fu anche una delle massime espressioni canore dell'irredentismo d'Istria sotto la dominazione austriaca. Infatti vari documenti ed articoli della stampa dell'epoca attestano che esso veniva ad esempio eseguito con gran partecipazione popolare durante feste, balli e celebrazioni delle associazioni patriottiche "Pro Patria" e "Lega Nazionale" oltre che in alcune cerimonie ufficiali come ad esempio la mostra d'arte di Pisino del 1907 (2). 
Dopo un concerto, tenutosi nell'aprile del 1881 al teatro sociale di Pisino, il giornale "L'Indipendente" descrisse così l'avvenimento: "Chiuse il trattenimento il bellissimo Inno all'Istria musicato dal Giorgieri, accolto come sempre con entusiasmo dal pubblico. Sarebbe anzi desiderabile che in tutte le città dell'Istria si rendesse più popolare quest'inno, tutto nostro".
Tra diverse armonizzazioni va ricordata quella del maestro compositore di Dignano d'Istria Luigi Donorà.

## Testo
và scorrendo sul placido mar

a te manda un festevole grido

come amico ad amico suol far.

Quai smeraldi i tuoi pingui oliveti

sono invidia al lontano stranier.'

Sono sempre I tuoi dolci vigneti

nuova fonte di vita e piacer.

Delle muse qui il mite sorriso,

qui il sapere ebbe culto ed onor.

A tuoi figli qui brilla sul viso

l'amistade che viene dal cor.

Istria Salve!

Istria salve ! Ruggente procella

mai turbi il sereno tuo ciel,

ma di pace e di gioia la stella

a te splenda benigna e fedel.

Istria Salve!»
(Inno all'Istria)

## Fonti
- A. Pauletich, "Inni e canti delle genti dell'Istria, Fiume e Dalmazia", CRS Rovigno, 2003 (1)
- N.Feresini, "Il teatro di Pisino", Manfrini, 1986 
- N.Feresini, "Pisino: 1902 Visita di D'Annunzio, 1907 - Mostra d'arte", famiglia pisinota, 1971 (2)
- M.Bogneri, "Così si cantava in Istria", Unione degli Istriani, 1994